# Schlacht an der Leitha (1246)
Die Schlacht an der Leitha wurde am 15. Juni 1246 zwischen einer vom babenbergischen Herzog Friedrich II. von Österreich (reg. 1230–1246) kommandierten Streitmacht und einer Armee des ungarischen Königs Béla IV. (reg. 1235–1270) geschlagen. Der an und für sich unbedeutende Zusammenstoß beider Streitkräfte, der mit einem österreichischen Sieg endete, erwies sich als folgenschwer, da der kinderlose Herzog Friedrich II., genannt „der Streitbare“, während der Kampfhandlungen unter ungeklärten Umständen ums Leben kam. Lichnowsky schreibt, dass Friedrich II. im Kampf mit Friedrich von Veglia, später genannt Frankopan, gefallen ist. Mit Friedrichs Tod erlosch das Geschlecht der Babenberger in männlicher Linie und es begann eine als österreichisches Interregnum bezeichnete Periode, während der die Länder Friedrichs II. in ein länger andauerndes Kräftespiel rivalisierender Mächte gerieten.

## Lokalisierung des Schlachtortes
Wo die Leithaschlacht genau stattfand, kann heute nicht mehr eruiert werden. Der Angabe einer ungarischen Quelle, die die Lage des Schlachtortes „sub Nova Civitate iuxta fluvium Saar“ (deutsch: „unter Neustadt an der Leitha“; ungarisch Sár = Leitha) angibt, sowie der Beschreibung durch den Minnesänger Ulrich von Liechtenstein († 1275) zufolge, der ein Augenzeuge der Kampfhandlungen war, kann man annehmen, dass sich der Schlachtort bei Ebenfurth oder gegenüber davon auf damals ungarischer Seite (im Gebiet des heutigen Neufeld) befunden hat.